# 大阪市営バス古市営業所
大阪市営バス古市営業所（おおさかしえいバスふるいちえいぎょうしょ）は、大阪府大阪市城東区関目二丁目にあった、大阪市営バスの営業所である。配置車両の側面および後面窓ガラスに貼られる所属営業所を示すシールの表記は「古」である。2010年3月27日限りで廃止され、担当していた路線は他の営業所に移管された。

## 概要

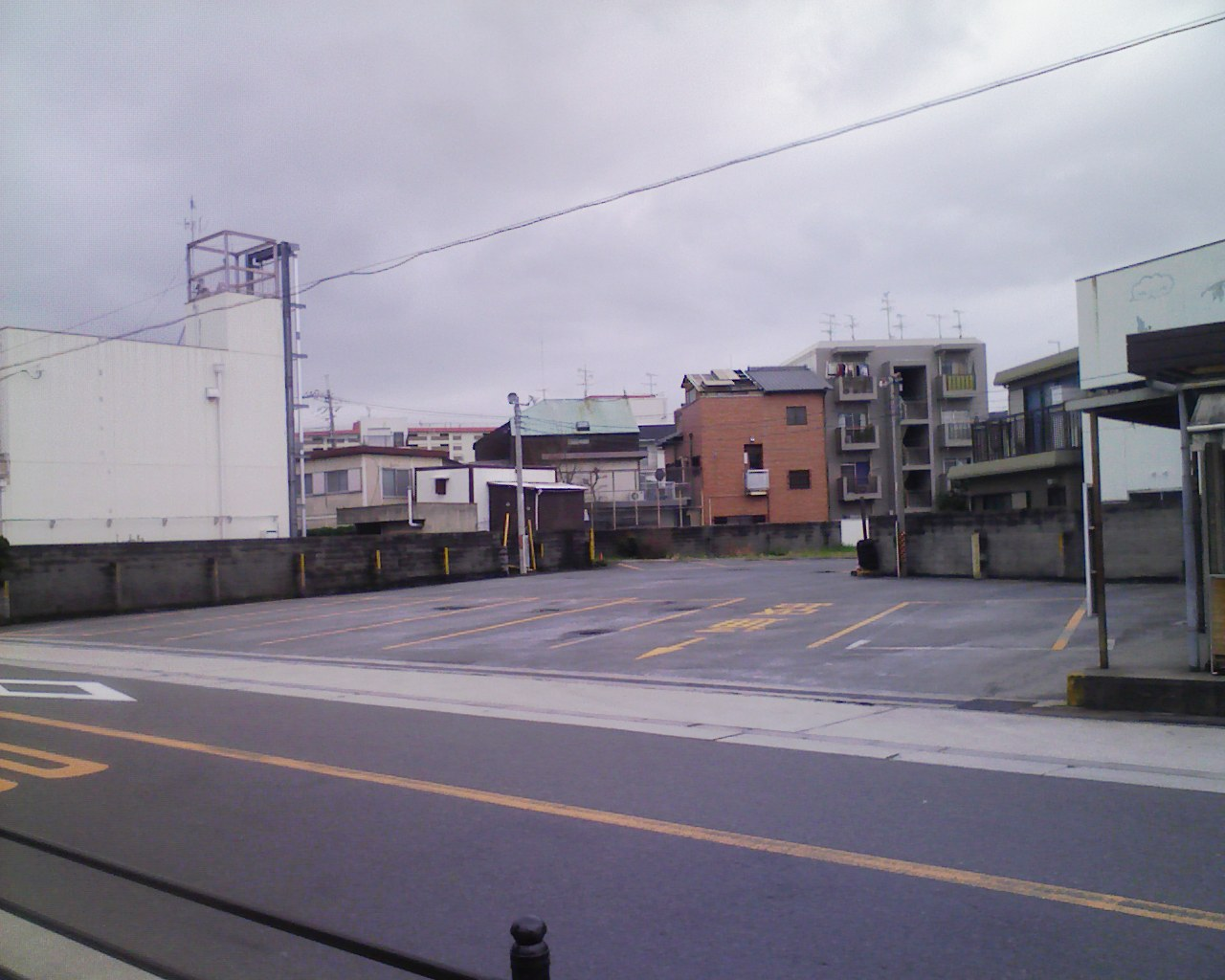
古市営業所担当便の拠点となっていた旧新森操車場。古市営業所廃止とともに操車場も廃止された。

主として城東区、鶴見区を通る路線のほか、東淀川区や淀川区の中型車使用路線も担当していた。
また、新森公園前バス停発着路線（操車は新森操車場）もメインで受け持っていたが、2002年の路線再編以降は守口営業所がメイン担当となり、その後2010年3月28日をもって新森操車場も廃止となった。
最寄バス停は古市車庫前であった。廃止時は古市車庫前を起終点とする路線・便は赤バス（城東北ループ）のみであったが、過去には幹線臨66号系統（古市車庫前 - 蒲生四丁目 - 京橋駅）などの系統が運行されていた。
営業所の廃止とともに、同停留所は2010年3月28日のダイヤ改正より「関目二丁目南」に改称された。
跡地は、雨水を貯留し洪水を防止する目的で造られる「城北立坑」となり、2026年度(令和8年度)に完成予定である。

## 沿革
- 1967年（昭和42年）4月20日：開設
- 2002年（平成14年）4月1日：大阪運輸振興（現・大阪シティバス）へ管理委託開始
- 2010年（平成22年）3月27日：この日をもって廃止。

## 過去の運行路線（一般路線）
2002年1月27日の路線再編、大阪運輸振興への委託化に伴い、新森公園前発着路線（特31、幹線33、幹線78など）をはじめとして、多くの路線から撤退している。
2009年3月29日から2010年3月27日まで、新森公園を起終点とする31号系統、33号系統、33C号系統、86C号系統を守口営業所、井高野営業所、古市営業所、東成営業所の4営業所で共同運行路線としていた。

### 10号系統
- 10:平野区役所前 - 地下鉄平野 - JR平野駅 - 加美北五丁目 ― 地下鉄南巽 - 杭全

概要
- 2002年1月27日の路線再編時に10号系統となって出戸バスターミナル～地下鉄平野間が短縮され、以前とは経路を一部変更した形で再び平野区役所前発着に改められた。この時に、長吉営業所から移管され、古市営業所の担当になった。
- 2007年1月8日より、回送距離短縮のため長吉営業所担当に変更。

### 21号系統
運行区間
- 21：総合医療センター前―地下鉄都島―地下鉄野江内代―関目一丁目―城東区役所前―放出住宅前―諏訪神社前

概要
- 大阪市都島区の大阪市立総合医療センター病院と城東区の諏訪神社を結ぶ路線である。途中に城東区役所や蒲生四丁目駅を経由する。なお、昼間のみの運行である。
- 諏訪神社前付近ではループする形態をとっている。

沿革
2002年1月27日の路線再編前は1994年3月31日に誕生した特21号系統であった。当時は総合医療センター前 - 関目一丁目が支線区間、関目一丁目 - 諏訪神社前が幹線区間で、担当営業所は守口と古市であった。
2010年3月28日のダイヤ改正により古市営業所が廃止されてからは、東成営業所が担当する。

### 25号系統
運行区間
- 25：東淀川駅前 ― 新大阪駅東口 ― 三国本町 ― 三津屋公園 ― 加島駅前

概要
- 2002年（平成14年）1月27日に新設。当初より古市営業所専属の担当で、中型車のみで運行されていた。
- 2008年3月30日から西淡路二丁目 - 阪急崇禅寺駅前 - 中島中学校前間を短縮し、新大阪駅東口経由になった。
- 2010年3月28日のダイヤ改正で古市営業所が廃止されたことに伴い、井高野営業所に移管され、平日・土曜日のみの運行（休日は運休）となった（のちに他の系統に集約させる形で廃止）。

### 28号系統
運行区間
- 28：天満橋 - 片町 - 極楽橋 - 放出西一 - 放出住宅前 - 汎愛高校前 - 徳庵橋

概要
2002年1月の路線再編までは、東成営業所と古市営業所が担当していた。

### 31号系統
- 東成営業所を参照

### 特31号系統
運行区間
- 特31：天満橋 - 京橋北口 - 今福西四丁目 - 関目二丁目（北行）／古市二丁目（南行） - 新森公園前

概要
2002年1月の路線再編以前に、井高野営業所との共同運行を行っていた。守口営業所と東成営業所の担当、守口営業所単独の担当を経て、2011年4月1日から東成営業所が担当している。2012年4月1日には68号系統のルートの一部を走る系統になった（花博記念公園北口まで延伸）。
また区間便として、幹線31号系統が天満橋→今福西四丁目間（往路のみ）で運行されていた。

### 33号系統
- 中津営業所#83号系統を参照

### 33C号系統
- 中津営業所#83号系統を参照

### 36号系統
- 中津営業所を参照

### 41号系統
- 中津営業所を参照

### 45号系統
- 45　総合医療センター前―地下鉄都島―地下鉄野江内代―関目二丁目―新森二丁目―鶴見緑地公園前―横堤バスターミナル
- 当系統の前身は支線26号系統と支線45号系統・特45号系統である。
- 1985年：支線26号系統は、地下鉄都島 - 関目二丁目 - 新森二丁目 - 新森七丁目東で運行、支線45号系統は新森公園 - 緑一丁目 - 鶴見区役所 - 放出東一丁目で運行されていた。後に支線45号系統は古市車庫前 - （→関目三丁目／←関目一丁目） - 高殿 - 新森二丁目 - 鶴見緑地公園前 -  - 今津中三丁目 - （→放出東一丁目／←放出本通） - 放出住宅前間を運行する特45号系統に変更になった（古市車庫前 - 新森二丁目間が幹線区間で、新森二丁目 - 放出住宅前が支線区間であった）。そして1994年に支線26号系統と特45号系統を統合した支線45号系統が地下鉄都島 - 横堤バスターミナル間の運行を開始して、後に総合医療センター前 - 地下鉄都島間が延長され現在の経路になった。
- 守口営業所担当の便もあった。
- 2002年1月27日：支線45号系統が45号系統に改称。
- 2007年1月8日：緑四丁目 - 緑三丁目間に花博記念公園北口停留所を新設（総合医療センター前方向行きのみ）
- 2010年3月28日：古市営業所が廃止。守口営業所が担当から外れ、東成営業所の担当となる。

### 46号系統
運行区間
- 46：天満橋 - 城見一（OBP） - 放出住宅前 - 今津中三 - 横堤バスターミナル - 諸口 - 焼野（やけの）

概要
前身の特46号系統時代は、東成営業所と古市営業所が担当していた。
2002年1月の路線再編時に東成営業所が担当から外れ古市営業所のみの担当になったが、2007年1月8日より東成営業所が全便を担当するようになった。

### 53号系統
運行区間
- 53：大阪駅前→大江橋→堂島大橋→船津橋→桜橋→大阪駅前（循環）

概要
2002年1月の路線再編時まで担当。

### 57号系統
運行区間
- 57：京橋駅前 - 都島区役所前 - 地下鉄都島 - 高倉町三丁目 - 大東町 - 地下鉄中津 - 大阪駅前

概要
57号系統は、京橋駅（長堀鶴見緑地線・大阪環状線・京阪本線と接続）から都島区（市道赤川天王寺線・城北公園通）を経由して大阪駅とを結ぶ路線である。大東町-大阪駅前間は34号系統と並走しており、57号系統と34号系統とを合わせてかなりの高頻度の運行を行っている。
沿革
- かつては幹線57号系統として地下鉄都島-大阪駅前間の運行であったが、その後京橋駅前-地下鉄都島が延長された。延長当初京橋駅前発着は昼間のみの運行で、幹線57号系統を運行しない時間帯には幹線57A号系統（総合医療センター前-大阪駅前）も運行されていたが、のちに幹線57号系統が終日運転をするようになり幹線57A号系統は廃止された。2002年1月27日のダイヤ改正時に57号系統に改称された。
- 2010年3月28日の古市営業所廃止に伴い、東成営業所単独の担当路線となった。また、大東町一丁目折り返しの便も廃止となった。
- このほか、以前は守口営業所担当の便もあった。

ダイヤおよび停留所
平日・土曜・休日とも、ほぼ1時間あたり2本の運行となっている。
京橋駅前-東野田間にある京橋北口停留所（国道1号線上西向き）は大阪駅行のみ停車する。また高倉町3丁目-大東町間は大阪駅行と京橋駅行でルートが違い、大阪駅行は大東町一丁目停留所に、京橋駅行は赤川三丁目停留所・赤川一丁目停留所に停車する。

### 58号系統
運行区間
- 58：大阪駅前 - 済生会病院前 - 中津 - 鷺洲六丁目 - 野田阪神前

概要
2002年1月の路線再編時まで担当。現在は中津営業所が担当。

### 幹線67号系統
運行区間
- 幹線67：東深江 - 地下鉄深江橋 - 放出住宅前 - 地下鉄今福鶴見 - 緑一 - 旭東中学校前 - 新森公園前

概要
2002年1月の路線再編以前に、東成営業所との共同運行を行っていた。

### 68号系統
- 68:京橋駅前―地下鉄蒲生四丁目―地下鉄今福鶴見―緑一丁目―緑四丁目（京橋駅前方面のみ）―新森七丁目
  - 地下鉄長堀鶴見緑地線が開通するまで運行していた幹線66号系統（新森公園前 - 京橋駅前）、幹線臨66号系統（古市車庫前 - 京橋駅前）が長堀鶴見緑地線開通による経路変更により、これらの系統に代わって幹線68号系統として京橋駅前から地下鉄今福鶴見、緑一丁目を経て緑四丁目に至る路線が新設された。なお、この当時は新森七丁目付近でのループ運行形態は取っていなかった。
  - 1994年3月31日の路線再編で支線26号系統（地下鉄都島 - 新森七丁目東）が廃止された際に特68号系統として、京橋駅前→緑一丁目→新森七丁目東→緑四丁目→緑一丁目→京橋駅前という循環系統になる。
  - 2002年1月27日 特68号系統から68号系統に改称。この時に担当営業所が守口になる。
  - 2006年8月1日 旭東中学校前停留所（緑一丁目 - 新森七丁目間）を廃止。
  - 2007年1月8日 花博記念公園北口停留所を新設。また、担当営業所を守口から古市に変更。
  - 2008年8月1日 新森七丁目東停留所を廃止。京橋駅前を発車する際の行き先表示が新森七丁目行きに変更になる。
  - 2010年3月28日 古市営業所廃止で東成営業所の単独担当路線となる。
  - 2012年4月1日 31号系統に集約させる形で廃止。

### 78号系統
- 78：花博記念公園北口―地下鉄新森古市―高殿―旭区役所区民センター前―都島区役所前―源八橋―大阪駅前

沿革
- もともとは幹線78号系統として、新森公園前 - 大阪駅前間を運行していた。
- 2002年1月27日 78号系統に改称。この時に古市営業所が担当から外れ、守口営業所と井高野営業所の共同運行路線となる。
- 2007年1月28日 花博記念公園北口 - 新森二丁目間を延長。新森公園前を経由しなくなる。また、守口と井高野が担当から外れ、古市担当が復活する。
- 2010年3月28日 古市営業所の廃止に伴い、守口営業所単独の担当路線となる。

### 幹線86号系統
運行区間
- 幹線86：布施駅前 - 地下鉄新深江 - 地下鉄深江橋 - 放出住宅前 - 地下鉄今福鶴見 - 緑一 - 旭東中学校前 - 新森公園前

概要
2002年1月の路線再編以前に、東成営業所との共同運行を行っていたが、古市営業所は少数だった。

### 86C号系統
- 86C：布施駅前 - 地下鉄新深江 - 地下鉄深江橋 - 地下鉄今福鶴見 - 地下鉄新森古市 - 新森公園前

沿革
2006年12月24日の地下鉄今里筋線開通後、2007年1月8日のダイヤ改正で86号系統が減便されると同時に86号系統が今里筋線と重複しない南側区間を補完する形で新設された系統。2002年1月27日以前に運行していた幹線86号系統（布施駅前 - 新森公園前）と同じ区間の運行であるが、緑一 - 新森公園前間は幹線86号系統は旭東中学校前経由であったのに対して、86C号系統は新森二丁目経由となっていた。
幹線86号系統時代は、大半が東成営業所の担当で、86C号設定後も同営業所の担当であったが、2009年よりごく一部の便を除いて古市営業所が担当するようになった。
2010年3月28日のダイヤ改正で86C号系統は廃止（86号系統に統合）された。
ダイヤ
朝・夕のみの運行だった。

### 幹線97号・幹線臨97号系統
運行区間
- 幹線97：大阪駅前 - 済生会病院前 - 十三 - 加島 - 神崎橋
- 幹線臨97：大阪駅前 - 済生会病院前 - 十三 - 加島駅前

概要
2002年1月の路線再編時まで担当。詳しくは中津営業所#97号系統を参照

### 104号系統
- 中津営業所#41号系統を参照

## 過去の運行路線（赤バス系統）

### 長柄東 - 大淀中 (201号系統)
- 豊崎東小学校前―天神橋六丁目―扇町―豊崎神社前―新梅田シティ―大淀中二丁目

当路線の前身となる系統は、40号系統（大阪駅 - 天神橋六丁目 - 豊崎神社前 - 野田阪神前、担当は中津営業所）である。のちに天満橋筋の樋之口町交差点 - 長柄東交差点開通後に、天神橋六 - 天神橋八が豊崎東小学校経由になる。2002年1月27日に廃止され、長柄東 - 大淀中が設定された。2010年3月28日のダイヤ改正で古市営業所が閉鎖されたのに伴い、長吉営業所に移管された。

### 京橋駅 - 毛馬 (202号系統)
- 京橋駅前―都島区役所前―地下鉄野江内代―御幸町一丁目―友渕町一丁目北―大東町

2002年1月27日に新設された。その後何度か都島中通二丁目付近の経路を変更している。京橋駅前側では利用者が多い。2010年3月28日のダイヤ改正で古市営業所が閉鎖されたのに伴い、長吉営業所に移管された。

### 赤バス・福島ループ(203号系統)
運行区間
- 福島ループ：野田阪神前→JR福島駅→玉川一丁目→玉川四丁目→地下鉄玉川→野田阪神前→大開三丁目南→海老江→野田阪神前

概要
後年の担当は酉島営業所だが、酉島営業所の大阪運輸振興委託までは古市営業所が担当していた。

### 赤バス・中央ループ(205号系統)
運行区間
- 中央ループ：天満橋前→谷町四丁目→玉造公園→下寺町→長堀橋→中央区役所→船場中央二丁目→天満橋

概要
2008年3月30日に廃止された。

### 区役所 - 加島駅 (212号系統)
- 十三駅東口→淀川区役所→十三市民病院→三津屋公園→加島駅前→神崎川駅→十三市民病院→十三駅東口

沿革
- 2007年10月27日：十三東→十三中学校間を木川東三丁目経由に路線変更。
- 2009年3月2日：淀川区役所の移転に伴い淀川区役所前停留所が十三駅東口に、十三東停留所が淀川区役所にそれぞれ変更になる。
- 2010年3月28日：ダイヤ改正で古市営業所が閉鎖されたのに伴い、住之江営業所に移管。

### 西淡路 - 区役所 (213-0号系統)
- 新大阪駅東口―阪急崇禅寺駅（菅原方向）／東淀川駅前（新大阪方向の一部のみ）―淡路三丁目―下新庄四丁目―東淀川区役所前―菅原二丁目

当路線の前身となる系統は支線41号系統（東淀川駅 - 淡路三丁目 - 東淀川区役所）と2000年4月1日に新設された幹線89号系統（東淀川区役所→瑞光二丁目→東淀川区役所）である。両系統とも2002年1月27日に廃止され、西淡路 - 区役所が設定された。設定当初経由していた東淀川駅や上新庄駅、瑞光二丁目は2007年1月8日の路線変更により経由しなくなった。
- 2007年7月21日：終日20便のうち5便だけ、東淀川駅を経由するようになる。
- 2008年3月30日：新大阪駅東口停留所（南行）を東中島四丁目北停留所に名称変更。
- 2010年3月28日：ダイヤ改正で古市営業所が閉鎖されたのに伴い、住之江営業所に移管。回送距離の短縮の効率化を目的に翌2011年に井高野営業所に再度移管したが、2013年4月1日より一般路線バスの11号系統（東淀川駅経由は途中まで11A号系統）に昇格した。

### 東淀川東ループ (213-1,2号系統)
- 東淀川区役所前―上新庄駅北口―相川駅前―地下鉄瑞光四丁目―豊里五丁目―東淀川区役所前

大阪市営地下鉄今里筋線開通後の2007年1月8日に新設。内回り(-1系統)と外回り(-2系統)が設定されている。2010年3月28日のダイヤ改正で古市営業所が閉鎖されたのに伴い、長吉営業所に移管された。

### 東成環状 (214-11,-12号系統)
- 地下鉄今里 - 中道（玉造東）- 地下鉄緑橋 - 地下鉄深江橋 - 地下鉄新深江 - 地下鉄今里

内回り(-11号系統) と 外回り(-12号系統)
概要
2002年1月27日から運行開始。利用状況や費用対効果などの観点から2009年8月31日をもって廃止された。

### 旭ループ (216号系統)
経路
- 守口車庫前 - 地下鉄太子橋今市 - 千林 - 旭区役所区民センター前 - 生江（ループ運行）

概要
主に、旭区西部を運行している。守口車庫付近と生江付近でループする形態をとっている。2010年3月28日のダイヤ改正で古市営業所が閉鎖されたのに伴い、長吉営業所に移管された。
沿革
- 当初は42分間隔の運行で、運行経路は「新森公園前→高殿→赤川一丁目東→今市一丁目→守口車庫前→清水小学校前→新森公園前（ループ運行）」であった。
- 2008年7月1日：以前の経路の西側のみを運行するルートに変更。
- 2010年3月28日：ダイヤ改正で古市営業所が閉鎖されたのに伴い、長吉営業所に移管。

ダイヤ
24分間隔で運行している。

### 城東北ループ (217-1号系統)
- 古市車庫前→地下鉄関目成育→地下鉄今福鶴見→地下鉄蒲生四丁目→古市車庫前

2010年3月28日のダイヤ改正で古市営業所が閉鎖されたのに伴い、長吉営業所に移管。

### 城東南ループ (217-2号系統)
- 城東区役所前→天王田→地下鉄緑橋→城東区役所前

2008年3月30日に城東ループ（古市車庫前→鯰江東小学校前→地下鉄蒲生四丁目→天王田→地下鉄緑橋→地下鉄蒲生四丁目→古市車庫前）を北ループと南ループに分割し、一部経路変更。
2010年3月28日のダイヤ改正で古市営業所が閉鎖されたのに伴い、長吉営業所に移管。

### 鶴見ループ (218号系統)
- 横堤バスターミナル→徳庵橋→JR放出駅→地下鉄鶴見緑地→花博記念公園北口→横堤バスターミナル

当初は鶴見緑地 - 放出東として運行していたが、2008年8月1日に現在の路線に変更された。
2010年3月28日のダイヤ改正で古市営業所が閉鎖されたのに伴い、長吉営業所に移管。

## 車両

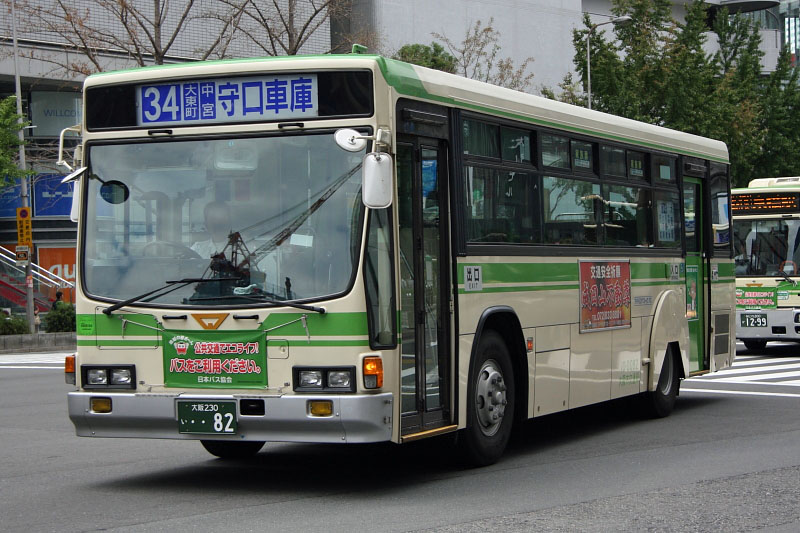
当初、古市営業所に配属されていたいすゞ・キュービックLV。その後守口営業所へ転属の後、2012年4月のダイヤ改正をもって廃車。

2010年の廃止まで、一般路線で使用される大型車・中型車、赤バス路線に使用される小型車が配置されていた。2002年の路線再編以前は大型車のみで、1995年以前は日野自動車製（ボディは日野車体工業と西日本車体工業の両方存在）に統一されていた。1995年の木津営業所廃止時に、いすゞ自動車製の車両を古市営業所に全車転属させ、古市営業所の日野自動車製の車両を鶴町営業所および住之江営業所に転属させて以降、2002年1月までいすゞ自動車製に統一されていた（ボディは純正のみ）。
2002年1月に大阪運輸振興に委託したのに伴い、いすゞ自動車製の大型車を他営業所に転属させ、逆に他営業所から中型車などを古市営業所に転属させた。現在は、大型車は国内主要4メーカーすべてが配置されており、中型車は日野自動車製とUDトラックス（旧:日産ディーゼル）製の車両が在籍している。赤バス路線用車両は全車オムニノーバ・テクノロジー社のマルチライダーである。また、2009年2月には新しく三菱ふそう・エアロスターSが納車された。
いすゞ・エルガのノンステップバスが大阪市営バスに初めて導入された営業所が、この営業所であった。2001年式のフルフラットタイプで、現在は住之江営業所に配属されている。